# Pfister
Pfister (althochdeutsch pfistur, pfistur; aus lateinisch pistor) ist eine früher vor allem im südlichen deutschen Sprachraum vorkommende Bezeichnung für Bäcker. Der heutige Familienname wurde – ebenso wie Pfisterer – aus dieser Berufsbezeichnung gebildet.
Charakteristisch und unterscheidend vom Bäckereihandwerk ist im Mittelalter das zunftübergreifende Element:
Die Pfisterei (althochdeutsch pfistrîna, pfistrîn, pfistira, mittelhochdeutsch pfistrîne, pfisterîe, pfistrî, pfister ‚Bäckerei‘, besonders einer Communität, eines Klosters, Hofes usw.) war oft die Verbindung einer Mühle mit einer Bäckerei, was man noch heute am häufig vorkommenden Gaststättennamen „Pfistermühle“ erkennen kann. Der Pfister war zudem Getreidehändler und somit zwei Zünften und einer Gilde zugeordnet.

## Unternehmen und Bauwerke
- Hofpfisterei, ein aus der herzoglich-wittelsbachischen Pfisterei mit Pfistermühle in München hervorgegangenes Filialunternehmen (siehe auch: Pfisterstraße und Pfisterbach).
- Gesellschaft zu Pfistern, bildet in der Stadt Bern eine Körperschaft des öffentlichen Rechts.
- Pfister-Mühle (Berchtesgaden), ein erstmals 1386 erwähntes, historisches Bauwerk in Berchtesgaden, das bis 1970 als Getreidemühle oder/und Bäckerei in Betrieb war.
- Möbel Pfister, ein im Einrichtungsfachhandel tätiges Schweizer Unternehmen